# 목포시·신안군 갑
목포시·신안군 갑은 대한민국의 옛 국회의원 선거구이다. 당시 전라남도 목포시의 일부 지역을 관할했다.

## 역사
제15대 국회의원 선거를 앞두고 목포시의 일부 지역이 신안군과 함께 선거구를 이루게 되었다. 이에 목포시 산정3동 충무동이 신안군과 함께 목포시·신안군 을 선거구를 이루고 나머지 목포시 지역은 목포시·신안군 갑 선거구를 이루게 됨에 따라 신설되었다.
제16대 국회의원 선거를 앞두고 목포시 지역이 단일 선거구를 이루게 됨에 따라 목포시 선거구로 편입되면서 폐지되었다.

## 역대 국회의원
| 선거   | 정당 | 정당           | 의원   |
| ------ | ---- | -------------- | ------ |
| 1996년 |      | 새정치국민회의 | 김홍일 |

## 역대 선거 결과

### 대한민국 제15대 국회의원 선거
|  | 81.23% |

|  | 9.33% |

|  | 4.96% |

|  | 3.37% |

|  | 0.75% |

|  | 0.33% |